# Sajuriana
La sajuriana (también conocida como secudiana, sejuriana, sajuria, entre otros nombres) es un baile folclórico de la zona central de chile que se baila en parejas sueltas e independientes, con pañuelo, caminada y escobillada, propio de reuniones festivas, el cual fue traído desde Argentina al país por el Ejército de los Andes en 1817.

## Descripción

### Historia
Descendiente de los minués y las gavotas, bailes activos en la Europa de mediados del siglo XVIII, la sajuriana se habría instalado en América poco antes de 1815. El compositor chileno José Zapiola estuvo en contacto con las bandas del ejército de San Martín que tocaban en los salones de importancia, y es quien asegura que con San Martín llegaron a Chile en 1817 el cielito, el pericón, la sajuriana y el cuándo, obteniendo una gran popularidad. La sajuriana fue bailada durante varias décadas en los salones y posteriormente en chinganas, centros mineros y campesinos, obteniendo en estas un carácter más picaresco y con más zapateos, desapareciendo del gusto popular a mediados del siglo XX, integrando una importante promoción coreográfica, cuyos otros componentes fueron el cielito, el cuándo y el pericón.

### Dispersión geográfica
Este baile abarcó un área considerable en la mitad del siglo XIX, época de su mayor vigencia, ya que se lo bailaba desde la provincia de Valparaíso hasta la de Chiloé, alcanzando a ser uno de los más célebres en las chinganas y posteriormente en pequeñas localidades rurales de las provincias de Ñuble y Malleco, como simple recuerdo de viejas familias, sin que sus interpretaciones por parte de los conjuntos dedicados a la divulgación folclórica musical hayan conseguido hacer gran cosa por reactualizarla, en circunstancias que la belleza de su coreografía y de muchos de sus contenidos y formas literarias tendría una valiosa aplicación en el terreno pedagógico y en todo intento por dar a conocer exponentes calificados de nuestra tradición.

#### Nombre
El proceso de folclorización que experimentó en Chile, influyó en las modificaciones de su primitivo nombre, que no conocemos con exactitud y fuera del empleado en esta reseña figuran, entre otros, los de sajuria, secudiana, sijurina y sijura.

## Coreografía
Consigna como primera posición el enfrentamiento de los bailarines, los cuales, al empezar el canto, realizan una vuelta completa, girando la mujer hacia la derecha, en las tres cuartas partes de un círculo imaginario, y el hombre, en la misma dirección, de manera total. El cambio de lado se ejecuta también por la derecha, mediante un movimiento sinusoidal.

### Estructura musical
La construcción musical consta de dos partes, correspondientes a la copla y al estribillo, cada una de ellas formada por un período binario regular, con compás de 6/8, sobre acordes de tónica y dominante. La interválica de la melodía posee el mismo carácter ondulatorio leve de la mayoría de las danzas del folklore chileno.
Los textos poéticos que se han conservado de esta especie son de índole amatoria, las más de las veces finos y mesurados. Las tres o cuatro estrofas pertinentes tienen una medida octosílaba y el estribillo, una hexasílaba; características que pueden apreciarse en la versión de este artículo:
I
El amor para dentrar,
entra como una paloma
y después, para salir,
deja muerta a la persona. 
Estribillo.
Diga, diga, diga
por qué usted es así,
alegre con otra,
triste para mí.
Diga, diga, diga
si usted ha dejado
ceniza en el fuego
que no se ha apagado.
II
Dices que me quieres dar
veneno para que muera,
¡cuánto te ha de pesar
cuando me coma la tierra!
III
Mira como corre el río,
batallando con la arena;
así batalla mi amor,
cuando le ponen cadenas.

## Vestimenta
La sajuriana no posee una vestimenta propia de su baile, sin embargo se suele utilizar el característico "traje de huaso o china", que se aprecia en distintos bailes de la zona central de Chile, como en la cueca, el gato, la jota y la polca, entre otras.
Por lo general, la dama utiliza vestidos floreados con una enagua por debajo para ampliar los vestidos y darles una apariencia más ancha, zapatos con tacos negros y opcionalmente un delantal, mientras que el hombre lleva pantalones de vestir, espuelas, sombrero, camisa, chaqueta y botas; ambos siempre deben llevar pañuelos.